# فابیو لوپز (بازیکن فوتبال، زاده ۲۰۰۱)
فابیو لوپز (انگلیسی: Fabio Lopes؛ زادهٔ ۷ دسامبر ۲۰۰۱) بازیکن فوتبال است.
از باشگاه‌هایی که در آن بازی کرده‌است می‌توان به باشگاه فوتبال براکلی تاون اشاره کرد.